# Crasville (Mancha)
Crasville é uma comuna francesa na região administrativa da Normandia, no departamento da Mancha. Estende-se por uma área de 7,18 km². Em 2010 a comuna tinha 233 habitantes (densidade: 32,5 hab./km²).